# Caio Canedo Correa
Caio Canedo Correa - em árabe, كايو كانيدو كوريا (Volta Redonda, 9 de agosto de 1990) é um futebolista brasileiro naturalizado emiradense que atua como atacante. Atualmente joga pelo Al-Wahda.

## Carreira

### Início
Em 2001 Caio foi morar com os pais na cidade de Nantucket, uma ilha próxima a cidade de Boston, e logo ganhou destaque atuando na equipe de futebol do seu colégio. Porém, cinco anos e alguns meses depois, quando se preparava para um futuro promissor no esporte dos Estados Unidos, decidiu voltar ao Brasil para realizar o sonho de ser um profissional.
O atleta voltou e começou testes ainda juvenil, na categoria juniores, nas divisões de base do Volta Redonda. Com boas atuações pela equipe juvenil, e sendo promovido aos profissionais direto, surgiu a oportunidade de integrar as divisões de base do São Paulo, onde pouco ficou. Após quatro meses treinando na equipe Paulista, os dirigente dos dois clubes não chegaram a um acordo. Fez testes no clube Udinese, onde não acabaria por ficar devido à cota para estrangeiros. Caio decidiu voltar, a vestir a camisa do Volta Redonda, e chegou ao time profissional do clube da “Cidade do Aço”, de fato com apenas 18 anos.

### Botafogo
Em 2009 acertou com o Botafogo por empréstimo. Pelo alvinegro, o atacante disputou o Torneio Otávio Pinto Guimarães e o Campeonato Brasileiro Sub-20, tendo ficado no banco de reservas pela primeira vez na equipe profissional na última partida do Campeonato Brasileiro 2009, partida essa contra o Palmeiras. Com seu bom desempenho nos juniores, o clube o contratou em definitivo, lançando-o ao time profissional alvinegro para a temporada de 2010.
Em 2010 o jogador se tornou uma espécie de talismã do técnico Joel Santana, entrando em três jogos da Taça Guanabara e fazendo três gols, inclusive o que garantiria a vaga do clube à final da Taça Guanabara em jogo contra o Flamengo.

### Figueirense
No dia 17 de maio de 2012, Caio foi emprestado para o Figueirense. Marcou gols importantes como na vitória sobre o Náutico por 2 a 1, contra o Fluminense pela segunda rodada do campeonato brasileiro 2012 no empate por 2 a 2 no Engenhão. E também contra Vasco na derrota por 3 a 1 em São Januário.

### Internacional
Em janeiro de 2013, foi vendido ao Internacional, com o qual assinou contrato de cinco anos. Caio chega ao Rio Grande do Sul para substituir o agora cruzeirense Dagoberto. O ex-botafoguense ainda elogiou D'Alessandro, com o qual sempre imaginou jogar junto. Marcou seu primeiro gol pelo Internacional em 30 de março de 2013, contra o Esportivo pelo campeonato gaúcho na vitória por 2 a 0. Fez o seu segundo gol pelo Inter contra o Rio Branco pela Copa do Brasil em 3 de abril de 2013. Fez seu terceiro gol pelo Internacional contra o Santa Cruz em vitória por 2 a 0 indo para próxima fase da Copa do Brasil em 15 de maio de 2013.
Em 19 de fevereiro de 2014, Caio fez o primeiro gol na vitória de 2 a 1 sobre o Santiago Wanderers, em amistoso que marcou a inauguração do estádio Elías Figueroa Brander, pertencente ao clube chileno.

### Vitória
Sem muito espaço no time do Inter, o clube gaúcho emprestou Caio ao Vitória, até o fim de 2014.

### Al Wasl
Foi emprestado ao Al Wasl, por 9 meses, o time árabe pagou pelo empréstimo, fez tudo muito rápido para que Caio já jogue no início do Campeonato Emiratense. No clube é um dos destaques do setor ofensivo ao lado de Éderson e Fabio Lima.

### Retorno ao Internacional
Após o término do contrato de empréstimo ao Al Wasl em junho de 2015, foi reintegrado ao grupo do Internacional pelo técnico uruguaio Diego Aguirre, mas a diretoria não descarta negociá-lo a outro clube.

### Al-Ain
Em 2022, Caio conquistou a Liga dos Emirados Árabes e a Copa da Liga, com direito a gol na final. Pelo Al Ain, foi convocado pela primeira vez para a seleção dos Emirados Árabes e quase levou a equipe a Copa do Mundo de 2022 depois de 30 anos.

### Al-Wasl
Em 16 de junho de 2023, Caio retornou ao Al-Wasl, dos Emirados Árabes, ele assinou um contrato válido por duas temporadas.

### Al-Wahda
No dia 23 de junho de 2025, acertou sua ida ao Al-Wahda, assinando por uma temporada.

## Estatísticas

### Clubes
| Clube         | Temporada | Brasileirão | Brasileirão | Copa do Brasil | Copa do Brasil | Copa Libertadores | Copa Libertadores | Copa Sul-Americana | Copa Sul-Americana | Estadual | Estadual | Total | Total |
| Clube         | Temporada | Jogos       | Gols        | Jogos          | Gols           | Jogos             | Gols              | Jogos              | Gols               | Jogos    | Gols     | Jogos | Gols  |
| ------------- | --------- | ----------- | ----------- | -------------- | -------------- | ----------------- | ----------------- | ------------------ | ------------------ | -------- | -------- | ----- | ----- |
| Botafogo      | 2009      | 0           | 0           | 0              | 0              | -                 | -                 | 0                  | 0                  | 3        | 0        | 3     | 0     |
| Botafogo      | 2010      | 35          | 1           | 4              | 0              | -                 | -                 | 0                  | 0                  | 17       | 7        | 56    | 8     |
| Botafogo      | 2011      | 20          | 1           | 6              | 1              | -                 | -                 | 2                  | 1                  | 15       | 4        | 43    | 7     |
| Botafogo      | 2012      | 0           | 0           | 4              | 0              | -                 | -                 | 0                  | 0                  | 14       | 2        | 18    | 2     |
| Botafogo      | Total     | 55          | 2           | 14             | 1              | -                 | -                 | 2                  | 1                  | 0        | 11       | 120   | 17    |
| Figueirense   | 2012      | 26          | 9           | 2              | 0              | -                 | -                 | 2                  | 0                  | 0        | 0        | 30    | 9     |
| Figueirense   | Total     | 26          | 9           | 2              | 0              | -                 | -                 | 2                  | 0                  | 0        | 0        | 30    | 9     |
| Internacional | 2013      | 20          | 0           | 5              | 2              | -                 | -                 | 0                  | 0                  | 12       | 1        | 37    | 3     |
| Internacional | 2014      | 5           | 0           | 0              | 0              | -                 | -                 | 0                  | 0                  | 0        | 0        | 5     | 0     |
| Internacional | Total     | 25          | 0           | 5              | 2              | -                 | -                 | 0                  | 0                  | 12       | 1        | 42    | 3     |
| Vitória       | 2014      | 18          | 5           | 1              | 0              | -                 | -                 | 0                  | 0                  | 0        | 0        | 19    | 5     |
| Vitória       | Total     | 18          | 5           | 1              | 0              | -                 | -                 | 0                  | 0                  | 0        | 0        | 19    | 5     |
| Al Wasl       | 2014-15   | 0           | 0           | 0              | 0              | -                 | -                 | 0                  | 0                  | 0        | 0        | 0     | 0     |
| Al Wasl       | Total     | 0           | 0           | 0              | 0              | -                 | -                 | 0                  | 0                  | 0        | 0        | 0     | 0     |
| Total         | Total     | 104         | 16          | 22             | 3              | -                 | -                 | 4                  | 1                  | 61       | 14       | 211   | 34    |

## Títulos
Botafogo
- Campeonato Carioca: 2010
- Taça Guanabara: 2009, 2010
- Taça Rio: 2010, 2012

Internacional
- Campeonato Gaúcho: 2013, 2014
- Taça Piratini: 2013
- Taça Farroupilha: 2013

Al Ain
- UAE Pro League: 2021–22

- UAE League Cup: 2021–22

Al Wasl
- UAE Pro League: 2023–24
- UAE President Cup: 2023-24

### Prêmios Individuais
- Revelação do Campeonato Carioca 2010
- 2º Melhor Meia do Campeonato Carioca 2010